# Macroocula morawitzi
Macroocula morawitzi (лат.) — вид мелких ос рода Macroocula из семейства Bradynobaenidae (Apterogyninae). Афганистан, Египет, Эфиопия, Пакистан, Сомали, Иран, Израиль, Ливия, Судан, Туркмения.

## Описание
Внешне похожи на ос-немок (Mutillidae). Длина тела около 1 см. Основная окраска светло-коричневая.
Глаза крупные, полусферические; их диаметр в несколько раз больше расстояния между ними и основанием усиков у самцов или равно ему у самок. Вертлуги средней пары ног с выступом (на переднем и заднем выступов нет). Имеют резкий половой диморфизм: самки бескрылые с короткими 12-члениковыми усиками, самцы крылатые с длинными 13-члениковыми усиками. Биология неизвестна.